# Друзь Костянтин Володимирович
Костянтин Володимирович Друзь — сержант, головний сержант — командир 3-го відділення навчального взводу навчальної роти батальйону вишколу особового складу окремого загону спеціального призначення «Азов» НГУ, що загинув у ході російського вторгнення в Україну у 2022 році, учасник російсько-української війни.

## Життєпис
Народився 1 лютого 2000 року в м. Рівному. Закінчив Рівненський НВК «школа-ліцей» № 12. Починаючи з 2017-го року, брав активну участь у військових операціях на сході України З початком повномасштабного російського вторгнення в Україну разом із своїм шкільним товаришем Віталієм Семчуком перебував на передовій. Сержант, проходив службу у складі окремого загону спеціального призначення «Азов» НГУ.
Загинув 12 березня 2022 року від мінометного обстрілу.

## Ушанування пам'яті
Борди з фото Костянтина та його товариша Віталія Семчука розташували на вулицях рідного Рівного.
Зображення Віталія Семчука разом з побратимом Костянтином Друзем з'явилися в Рівному на муралі пам'яті рівненських бійців полку «Азов» на площах, що вивільнилися після декомунізації стели героїв радянського союзу. Ініціатором ушанування загиблих воїнів став їх шкільний товариш Олексій Козачок. Малюнок за вже затвердженим ескізом виконує художник Андрій Шостак. Біля портретів рівненських героїв будуть написані заповіді українського націоналіста.

## Нагороди
- орден «За мужність» III ступеня (2022, посмертно) — за особисту мужність і самовіддані дії, виявлені у захисті державного суверенітету та територіальної цілісності України, вірність військовій присязі, зразкове виконання службового обов'язку.